# Abel Tador
Abel Tador (Lagos, 28 de outubro de 1984 - Delta do Níger, 14 de junho de 2009) foi um futebolista nigeriano.
Era o capitão do Bayelsa United F.C. quando da sua morte, sendo o campeão nigeriano de 2008-2009. Poucas horas após o título ele foi baleado na cabeça por assaltantes em Delta Níger. Ele jogou também pelo Sharks F.C. e também pelo Warri Wolves F.C.. Era meio-campo defensivo.